# كينيا تاكيهارا
كينْيا تاكيهارا (باليابانية: 竹原 欣也) (16 نوفمبر 1974 في هيوغو في اليابان – )؛ هو لاعب كرة قدم ياباني سابق كان يلعب كمهاجم.

## وصلات خارجية
- كينيا تاكيهارا على موقع رابطة كرة القدم اليابانية للمحترفين (اليابانية)
- كينيا تاكيهارا على موقع عالم كرة القدم.نت (الإنجليزية)